# Befreiungsleine
Eine Befreiungsleine ist eine besondere Hundeleine zum jagdlichen Einsatz. Das Halsband (Halsung) ist mit der Leine verbunden. Mit einem besonderen Karabinerhaken, der auch unter Zug noch bedient werden kann, wird das Halsband geöffnet und der Hund befreit. Das Halsband verbleibt an der Leine und stellt damit keine Gefahr oder Einschränkung für den Hund im jagdlichen Einsatz dar.
Meist endet die Befreiungsleine nicht, wie bei gewöhnlichen Hundeleinen in einer Handschlaufe, sondern kann vom Führer als „Umhängeleine“ um die Schulter gelegt werden. Auf diese Weise hat der Hundeführer beide Hände frei.